# Tenuipalpus dombeyae
Tenuipalpus dombeyae är en spindeldjursart som beskrevs av Meyer 1993. Tenuipalpus dombeyae ingår i släktet Tenuipalpus och familjen Tenuipalpidae. Inga underarter finns listade i Catalogue of Life.